# Sa crapola
Sa crapola (in italiano: Daino femmina) è un testo tradizionale, i suoi versi divennero un canto d'autore di ispirazione folklorica e testimonianza del genere musicale del coro "alla nuoresa", un coro polifonico maschile e del canto a tenore.
La prima registrazione risale al 1975 e fu realizzata dal Coro di Nuoro nella raccolta Canti popolari della Sardegna.

## Altri interpreti
- Tenore Santa Lulla de Orune, nell'album ...Est notte funda e mi paret die (2011)